# シェコトコトヴァッチ
シェコトコヴァッチ（Xecotcovach（K'oth'owach）は、マヤ神話「ポポル・ヴフ 」や鬼神話であるグアテマラのキチェ族の文書にも登場する神。マヤの神話によると、人間を創造するにはいくつかの試みが必要でしたというもの。
原初、神々は自分達を崇め、養い、糧を用意するものを求め、木で人形を造った。だがその木の人形は魂や知恵を持たない失敗作だった。神々は失望し木の人形達を滅ぼすことにした。樹脂が夥しく降り注ぎ、天の心によって大洪水が引き起こされた。そしてシェコトコヴァッチ、カマロッツ、コッツバラム、トゥクムバラムが現れたという。
この神話は他のクリーチャーの中でも全滅させられたいわゆる木製人形の話に由来している。天国の心は人類を創造するために泥の恵みをもたらすが、悪い結果に失望、そこで占い師の助言により木材で確認したとされる。すぐに地上に住ませてみると、結果として新しい生き物には心と理解が欠けていたため、満足させることはできず、そして創造者を忘却するような態度に動揺した天国の心は、彼らを罰することにしたというもの。 
シェコトコヴァッチは刑を執行した責任者の1人で、木の人形達の目を抉り出したという。カマロッツは頭を切り落とし、コッツバラムは肉を食べ、トゥカンバラムは骨を砕いて小麦粉に変えてしまったという。 